# Joël Bartholomeeussen
Joël Bartholomeeussen, né le 2 mars 1966 à Zoersel, est un ancien footballeur belge qui évoluait au poste de milieu de terrain, reconverti au poste d'entraîneur et aujourd'hui Directeur sportif de l'Eendracht Zoersel.

## Biographie
Né à Zoersel, Joël Bartholomeeussen découvre le football au sein du club local de l'Eendracht Zoersel. Il continue ensuite sa formation au Lierse.

### Carrière en club

#### Divisions inférieures
Jugé trop court pour le haut niveau par le Lierse, il retourne à l'Eendracht Zoersel et joue ensuite à Poederlee.

#### Germinal Ekeren
C'est en 1987 que Joël Bartholomeeussen rejoint le Germinal Ekeren. À l'issue de la saison 1988-1989, le club est promu en Division 1 et il dispute son premier match dans l'élite le 16 août 1989 contre Courtrai. Il y réalise plusieurs saisons de bonne facture et prend part à la finale de la Coupe de Belgique en 1990, perdue contre le RFC Liège. 
En mars 1991, ses performances lui valent d'être appelé dans la sélection des Diables Rouges. À l'issue de cette saison, Joël Bartholomeeussen quitte le Germinal Ekeren pour le FC Malines après 96 matches et 9 buts.

#### FC Malines
En signant au FC Malines, vice-champion du dernier championnat, il franchit un palier dans sa carrière. Il découvre les matches de Coupe d'Europe et, en 1992, il remporte la Coupe de Belgique. Au total, il joue 122 matches et marque 8 buts pour le club.

#### KSC Lokeren
Après son départ du FC Malines, il fait un retour en Division 2 à Lokeren. Cette première saison est une réussite, le club terminant premier et promu. Après 3 saisons, Joël Bartholomeeussen retourne au Germinal Ekeren.

#### Germinal Ekeren
Titulaire lors de sa première saison, il assiste au déménagement de son club dans les anciennes installations du Beerschot. Ce déménagement coïncide avec la fin de sa carrière au plus haut niveau. En effet, il débute la deuxième saison sur le banc et quitte le club après avoir foulé la pelouse à seulement 5 reprises.

#### Cappellen FC
Après son départ du GBA, il tente d'aider le Cappellen FC dans sa lutte contre la relégation mais, malheureusement, celui-ci finit bon dernier de l'ultime championnat de Division 2 du XXe siècle.

#### Divisions inférieures
Il évolue ensuite au Heidebloem Lille (Promotion) et finit sa carrière en Provinciale, d'abord au OG Vorselaar et puis à Vlimmeren Sport et enfin comme entraîneur-joueur de l'Eendracht Zoersel. Il raccroche définitivement les crampons en 2013.

### Équipe nationale
Il a été retenu pour un match de qualification pour l'Euro 1992, avec les Diables Rouges, le 27 mars 1991 (Belgique-Pays de Galles, 1-1), mais il n'est pas entré en jeu. Cela reste sa seule sélection en équipe nationale.

### Entraîneur
Lors de la saison 2006, Joël Bartholomeeussen retrouve le club de ses débuts, l'Eendracht Zoersel, en tant qu'entraîneur-joueur.

## Palmarès
- Germinal Ekeren
  - Champion de Division 3B en 1988
  - Champion de Division 2 en 1989
  - Finaliste de la Coupe de Belgique en 1990

- FC Malines
  - Vainqueur de la Coupe de Belgique en 1992

- KSC Lokeren
  - Champion de Division 2 en 1996